# Leichtathletik-Europameisterschaften 1978
| 12. Leichtathletik-Europameisterschaften | 12. Leichtathletik-Europameisterschaften |
| ---------------------------------------- | ---------------------------------------- |
|                                          |                                          |
| Stadt                                    | Prag, Tschechoslowakei                   |
| Stadion                                  | Stadion Evžena Rošického                 |
| Wettbewerbe                              | 40                                       |
| Weltrekorde                              | 4                                        |
| Weitere Europarekorde                    | 1                                        |
| Eröffnung                                | 29. August 1978                          |
| Schlussfeier                             | 3. September 1978                        |
| Chronik                                  |                                          |
| ← Rom 1974                               | Athen 1982 →                             |

| Medaillenspiegel (Endstand nach 40 Entscheidungen) | Medaillenspiegel (Endstand nach 40 Entscheidungen) | Medaillenspiegel (Endstand nach 40 Entscheidungen) | Medaillenspiegel (Endstand nach 40 Entscheidungen) | Medaillenspiegel (Endstand nach 40 Entscheidungen) | Medaillenspiegel (Endstand nach 40 Entscheidungen) |
| Platz                                              | Land                                               | Gold                                               | Silber                                             | Bronze                                             | Gesamt                                             |
| -------------------------------------------------- | -------------------------------------------------- | -------------------------------------------------- | -------------------------------------------------- | -------------------------------------------------- | -------------------------------------------------- |
| 1                                                  | Sowjetunion                                        | 13                                                 | 11                                                 | 11                                                 | 35                                                 |
| 2                                                  | DDR                                                | 12                                                 | 10                                                 | 11                                                 | 33                                                 |
| 3                                                  | BR Deutschland                                     | 4                                                  | 2                                                  | 1                                                  | 7                                                  |
| 4                                                  | Italien                                            | 4                                                  | 1                                                  | –                                                  | 5                                                  |
| 5                                                  | Polen                                              | 2                                                  | 2                                                  | 3                                                  | 7                                                  |
| 6                                                  | Großbritannien                                     | 1                                                  | 4                                                  | 3                                                  | 8                                                  |
| 7                                                  | Finnland                                           | 1                                                  | 2                                                  | 3                                                  | 6                                                  |
| 8                                                  | Frankreich                                         | 1                                                  | –                                                  | 1                                                  | 2                                                  |
| 9                                                  | Ungarn                                             | 1                                                  | –                                                  | –                                                  | 1                                                  |
| 9                                                  | Spanien                                            | 1                                                  | –                                                  | –                                                  | 1                                                  |
| Vollständiger Medaillenspiegel                     |                                                    |                                                    |                                                    |                                                    |                                                    |

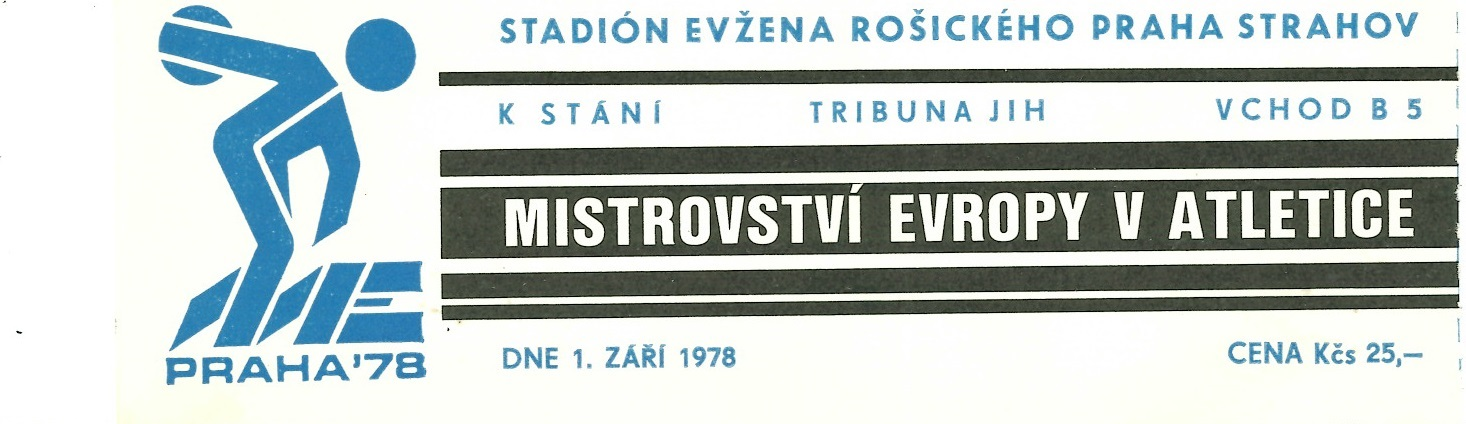
Eintrittskarte für die Leichtathletik-Europameisterschaften

Die 12. Leichtathletik-Europameisterschaften fanden vom 29. August bis zum 3. September 1978 in Prag, Hauptstadt der damaligen Tschechoslowakei (heute Tschechien), statt.

## Wettbewerbe

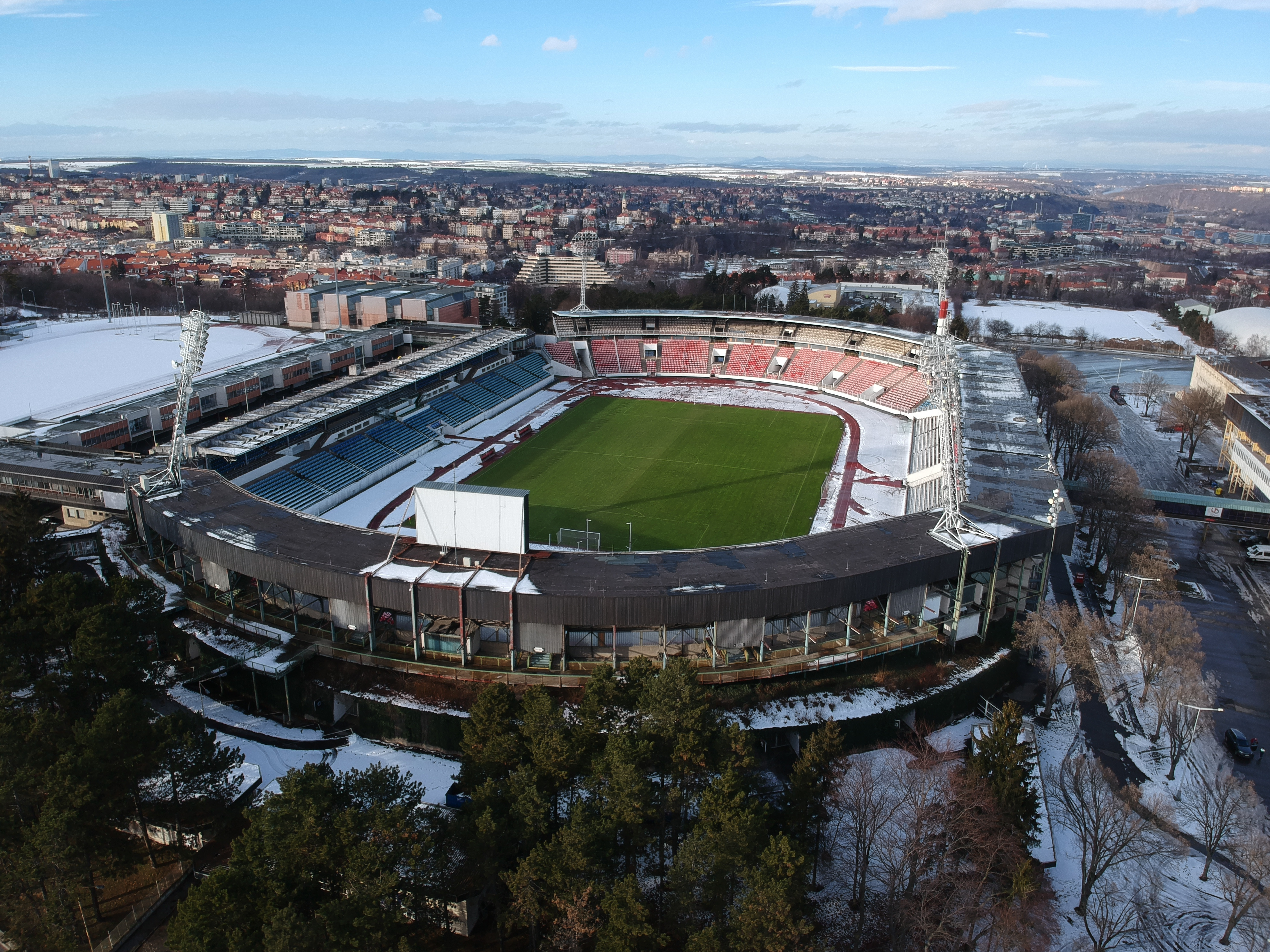
Das Stadion Evžena Rošického von Prag im Jahr 2009

Der Wettbewerbskatalog der Frauen wurde bei diesen Europameisterschaften wieder um eine Disziplin erweitert. Hinzu kam nun der 400-Meter-Hürdenlauf.

## Sportliche Leistungen
Erfolgreichste Nation war in diesem Jahr die Sowjetunion, nachdem bei den letzten drei Europameisterschaften jeweils die DDR vorne gelegen hatte. Die beiden Verbände waren auch bei diesen Europameisterschaften mit dreizehn (UdSSR) bzw. zwölf Titeln (DDR) weit vor den anderen Ländern. Die Bundesrepublik Deutschland und Italien folgten mit je vier Goldmedaillen. – Eine inoffizielle Punktewertung sah die Sowjetunion mit 224 Punkten vor der DDR (131), der Bundesrepublik Deutschland (84), Großbritannien (66), Polen (65) und Italien (57) voran. Der vierte Platz von Sepp Zeilbauer hatte dem Österreichischen Verband drei Punkte gebracht, das bedeutete, dass die Österreicher, gemeinsam mit den Niederlanden, den 20. und somit letzten Platz belegten.
- Es wurden – ausschließlich von Frauen – vier Weltrekorde neu aufgestellt oder egalisiert. Hinzu kam bei den Männern eine neue Weltbestzeit:
  - 400-Meter-Hürdenlauf: Tatjana Selenzowa (Sowjetunion) – 54,89 s
  - Weitsprung: Vilma Bardauskienė (Sowjetunion) – 7,09 m (in der Qualifikation)
  - 400-Meter-Lauf: Marita Koch (DDR) – 48,94 s
  - Hochsprung: Sara Simeoni (Italien) – 2,01 m (Weltrekord egalisiert)
  - 20-km-Gehen: Roland Wieser (DDR) – 1:23:11,5 h (Weltbestzeit)
- Außerdem gab es einen neuen Europarekord:
  - Speerwurf: Ruth Fuchs (DDR) – 69,16 m
- Darüber hinaus wurden in 29 Disziplinen 54 neue oder egalisierte Meisterschaftsrekorde registriert.
- In weiteren sechs Disziplinen wurden zehn Landesrekorde neu aufgestellt oder egalisiert. In einem Wettbewerb gab es außerdem eine neue nationale Bestleistung.
- Fünf Athleten errangen je zwei Goldmedaillen bei diesen Meisterschaften:
  - Pietro Mennea (Italien) – 100 Meter, 200 Meter
  - Franz-Peter Hofmeister (BR Deutschland) – 400 Meter, 4 × 400-m-Staffel
  - Harald Schmid (BR Deutschland) – 400 Meter Hürden, 4 × 400 m Staffel
  - Ljudmila Kondratjewa (Sowjetunion) – 100 Meter, 4 × 100-m-Staffel
  - Marita Koch (DDR) – 400 Meter, 4 × 400-m-Staffel
- Drei der Europameister von 1978 hatten bereits vorher EM-Titel gewonnen:
  - Pietro Mennea (Italien) – 200 Meter, Wiederholung seines Erfolgs von 1974
  - Bronisław Malinowski (Polen) – 3000 Meter Hindernis, Wiederholung seines Erfolgs von 1974
  - Ruth Fuchs (DDR) – Speerwurf, Wiederholung ihres Erfolgs von 1974

## Sportpolitische Spannungen
Weil die Veranstalter auf die Bezeichnung „Bundesrepublik Deutschland“ bestanden hatten, die Verbandsbezeichnung aber „Deutschland“ lautete, blieb die gesamte Abordnung der Bundesrepublik Deutschland sowohl der Eröffnungs- als auch Schlusszeremonie fern.

## Doping
Erstmals bei einem internationalen Großereignis der Leichtathletik kam es zu mehreren dopingbedingten Disqualifikationen. Es gab insgesamt fünf nachgewiesene Fälle, vier Sportler kamen aus der Sowjetunion, eine Athletin aus Bulgarien. Betroffen waren die Wettbewerbe aus dem Bereich Wurf/Stoß und der Mehrkampf. Es handelte sich um folgende fünf Leichtathleten:
- Jewgeni Mironow, Sowjetunion – Kugelstoßen (zunächst Zweiter). Er wurde wegen Verstoßes gegen die Dopingbestimmungen nachträglich disqualifiziert.[2][3] Die im Finale zunächst hinter ihm platzierten Athleten rückten um jeweils einen Rang nach vorne.
- Wassyl Jerschow, Sowjetunion – Speerwurf (zunächst Fünfter). Er wurde wegen Verstoßes gegen die Antidopingbestimmungen nachträglich disqualifiziert und für achtzehn Monate gesperrt.[4] Die im Finale zunächst hinter ihm platzierten Athleten rückten um jeweils einen Rang nach vorne.
- Elena Stojanowa, Bulgarien – Kugelstoßen (zunächst Fünfte). Der Titel wurde ihr jedoch nachträglich wegen Dopingvergehens aberkannt.[5] Die im Finale zunächst hinter ihr platzierten Athletinnen rückten um jeweils einen Rang nach vorne.
- Nadija Tkatschenko, Sowjetunion – Fünfkampf (zunächst Erste). Der Titel wurde ihr jedoch nachträglich wegen Dopingvergehens aberkannt.[6] Die im Finale zunächst hinter ihr platzierten Athletinnen rückten um jeweils einen Rang nach vorne.
- Jekaterina Gordijenko, Sowjetunion – Fünfkampf (zunächst Fünfte). Sie wurde wegen Verstoßes gegen die Antidopingbestimmungen nachträglich disqualifiziert.[7] Die im Finale zunächst hinter ihr platzierten Athletinnen rückten um jeweils einen Rang nach vorne.

## Legende
Kurze Übersicht zur Bedeutung der Symbolik – so üblicherweise auch in sonstigen Veröffentlichungen verwendet:
| WR    | Weltrekord                                                                    |
| CR    | Championshiprekord                                                            |
| NR    | Nationaler Rekord                                                             |
| DR    | Deutscher Rekord                                                              |
| BR    | Bundesdeutscher Rekord                                                        |
| NR    | Nationaler Rekord                                                             |
| WBL   | Weltbestleistung                                                              |
| NU23R | Nationaler U23-Rekord                                                         |
| e     | egalisiert                                                                    |
| DNF   | Wettkampf nicht beendet (did not finish)                                      |
| w     | zu starke Windunterstützung für die Aufnahme der Leistung in eine Bestenliste |

## Resultate Männer

### 100 m

Pietro Mennea – Doppeleuropameister
über 100 und 200 Meter

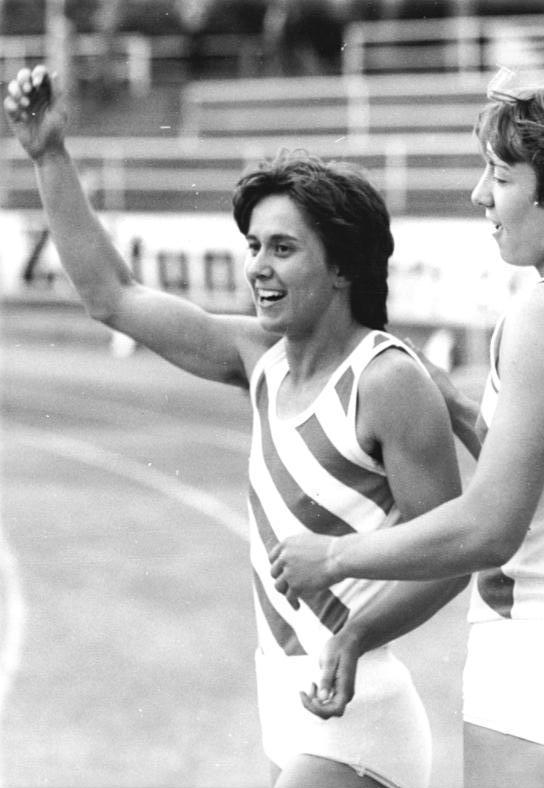
Marlies Göhr siegte mit EM-Rekord

| Platz | Athlet              | Land | Zeit (s) |
| ----- | ------------------- | ---- | -------- |
| 1     | Pietro Mennea       | ITA  | 10,27    |
| 2     | Eugen Ray           | GDR  | 10,36    |
| 3     | Wolodymyr Ihnatenko | URS  | 10,37    |
| 4     | Petar Petrow        | BUL  | 10,41    |
| 5     | Leszek Dunecki      | POL  | 10,43    |
| 6     | Allan Wells         | GBR  | 10,45    |
| 7     | Nikolai Kolesnikow  | URS  | 10,46    |
| 8     | Walerij Borsow      | URS  | 10,55    |

Finale: 30. August
Wind: ±0,0 m/s

### 200 m
| Platz | Athlet            | Land | Zeit (s) |
| ----- | ----------------- | ---- | -------- |
| 1     | Pietro Mennea     | ITA  | 20,16 CR |
| 2     | Olaf Prenzler     | GDR  | 20,61000 |
| 3     | Peter Muster      | SUI  | 20,64000 |
| 4     | Leszek Dunecki    | POL  | 20,68000 |
| 5     | Pascal Barré      | FRA  | 20,70000 |
| 6     | Zenon Licznerski  | POL  | 20,74000 |
| 7     | Alexander Aksinin | URS  | 20,87000 |
| 8     | Wladimir Iwanow   | BUL  | 20,92000 |

Finale: 1. September
Wind: −0,2 m/s

### 400 m

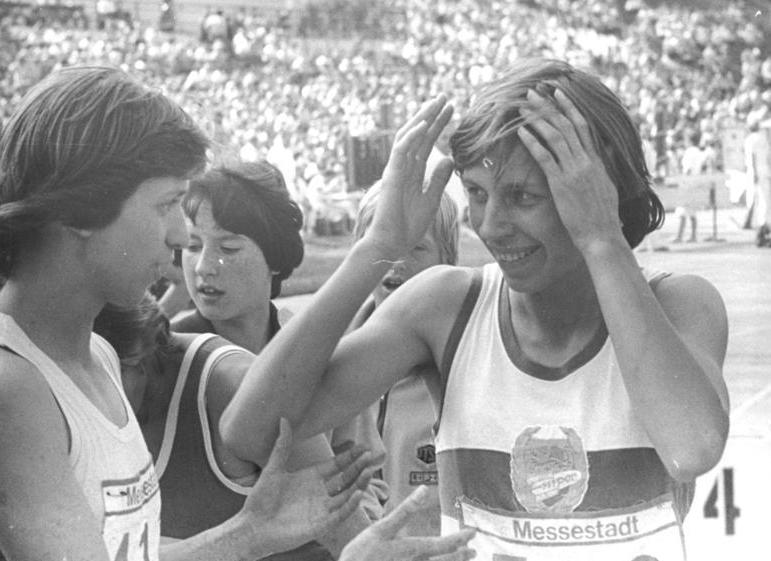
Marita Koch (rechts) nach ihrem Weltrekord bei den
DDR-Meisterschaften 1978

| Platz | Athlet                 | Land | Zeit (s) |
| ----- | ---------------------- | ---- | -------- |
| 1     | Franz-Peter Hofmeister | FRG  | 45,73    |
| 2     | Karel Kolář            | TCH  | 45,77    |
| 3     | Francis Demarthon      | FRA  | 45,97    |
| 4     | Lothar Krieg           | FRG  | 46,22    |
| 5     | Terry Whitehead        | GBR  | 46,23    |
| 6     | Richard Ashton         | GBR  | 46,34    |
| 7     | Bernd Herrmann         | FRG  | 46,69    |
| DNF   | Jerzy Pietrzyk         | POL  |          |

Finale: 1. September

### 800 m

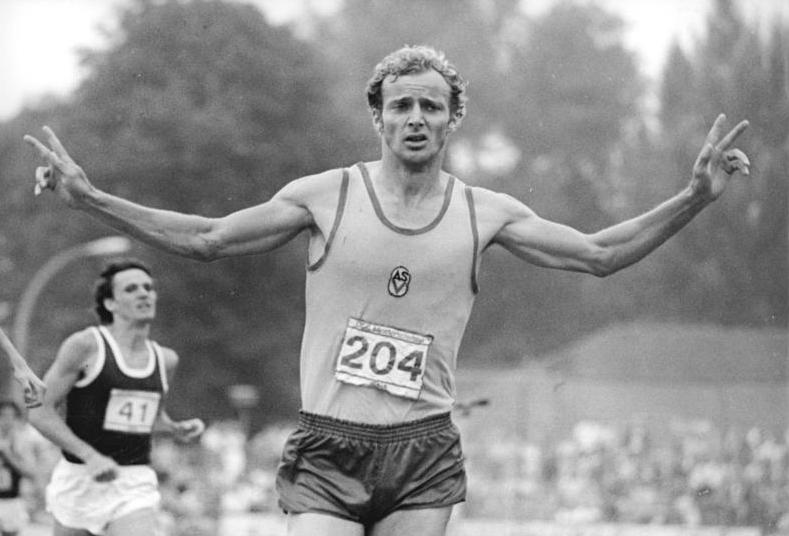
Überraschungseuropameister Olaf Beyer

| Platz | Athlet               | Land | Zeit (min)    |
| ----- | -------------------- | ---- | ------------- |
| 1     | Olaf Beyer           | GDR  | 1:43,84 CR/DR |
| 2     | Steve Ovett          | GBR  | 1:44,09000000 |
| 3     | Sebastian Coe        | GBR  | 1:44,76000000 |
| 4     | Anatolij Reschetnjak | URS  | 1:45,79000000 |
| 5     | Wladimir Podoljako   | URS  | 1:46,24000000 |
| 6     | Andreas Busse        | GDR  | 1:47,10000000 |
| 7     | Dragan Životić       | YUG  | 1:47,40000000 |
| 8     | José Marajo          | FRA  | 1:53,40000000 |

Finale: 31. August

### 1500 m
| Platz | Athlet             | Land | Zeit (min) |
| ----- | ------------------ | ---- | ---------- |
| 1     | Steve Ovett        | GBR  | 3:35,59 CR |
| 2     | Eamonn Coghlan     | IRL  | 3:36,70000 |
| 3     | David Moorcroft    | GBR  | 3:36,75000 |
| 4     | Thomas Wessinghage | FRG  | 3:37,19000 |
| 5     | Antti Loikkanen    | FIN  | 3:37,54000 |
| 6     | José Marajo        | FRA  | 3:38,20000 |
| 7     | Jürgen Straub      | GDR  | 3:38,88000 |
| 8     | John Robson        | GBR  | 3:39,60000 |

Finale: 3. September

### 5000 m
| Platz | Athlet               | Land | Zeit (min) |
| ----- | -------------------- | ---- | ---------- |
| 1     | Venanzio Ortis       | ITA  | 13:28,52   |
| 2     | Markus Ryffel        | SUI  | 13:28,60   |
| 3     | Aljaksandr Fjadotkin | URS  | 13:28,60   |
| 4     | John Treacy          | IRL  | 13:28,83   |
| 5     | Ilie Floroiu         | ROM  | 13:29,27   |
| 6     | Martti Vainio        | FIN  | 13:29,67   |
| 7     | Nick Rose            | GBR  | 13:32,80   |
| 8     | Enn Sellik           | URS  | 13:35,80   |

Finale: 2. September

### 10.000 m
| Platz | Athlet                | Land | Zeit (min)     |
| ----- | --------------------- | ---- | -------------- |
| 1     | Martti Vainio         | FIN  | 27:30,99 CR/NR |
| 2     | Venanzio Ortis        | ITA  | 27:31,48000000 |
| 3     | Aleksandras Antipovas | URS  | 27:31,50 NR000 |
| 4     | Brendan Foster        | GBR  | 27:32,65000000 |
| 5     | Dave Black            | GBR  | 27:36,27000000 |
| 6     | Gerard Tebroke        | NED  | 27:36,64000000 |
| 7     | Ilie Floroiu          | ROM  | 27:40,06 NR000 |
| 8     | Knut Kvalheim         | NOR  | 27:40,61 NR000 |

Datum: 29. August

### Marathon
| Platz | Athlet               | Land | Zeit (h)      |
| ----- | -------------------- | ---- | ------------- |
| 1     | Leonid Mossejew      | URS  | 2:11:57,5 CR0 |
| 2     | Nikolai Pensin       | URS  | 2:11:59,00000 |
| 3     | Karel Lismont        | BEL  | 2:12:07,00000 |
| 4     | Waldemar Cierpinski  | GDR  | 2:12:20,00000 |
| 5     | Catalin Andreica     | ROM  | 2:12:29,4 NBL |
| 6     | Massimo Magnani      | ITA  | 2:12:45,30000 |
| 7     | Hans-Joachim Truppel | GDR  | 2:12:54,30000 |
| 8     | Jürgen Eberding      | GDR  | 2:13:39,70000 |

Datum: 3. September

### 110 m Hürden

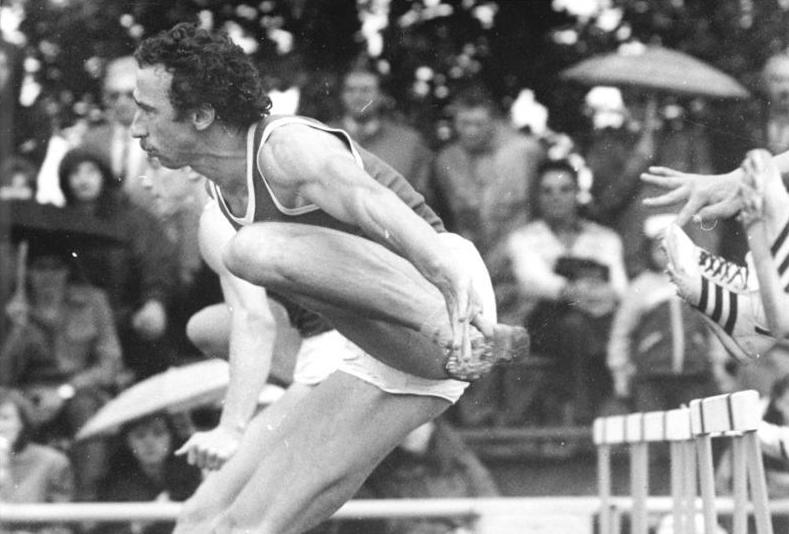
Gold für den EM-Vierten von 1974 Thomas Munkelt

| Platz | Athlet                  | Land | Zeit (s) |
| ----- | ----------------------- | ---- | -------- |
| 1     | Thomas Munkelt          | GDR  | 13,54    |
| 2     | Jan Pusty               | POL  | 13,55    |
| 3     | Arto Bryggare           | FIN  | 13,56    |
| 4     | Giuseppe Buttari        | ITA  | 13,78    |
| 5     | Eduard Perewersew       | URS  | 13,83    |
| 6     | Wjatscheslaw Kulebjakin | URS  | 13,90    |
| 7     | Romuald Giegiel         | POL  | 13,91    |
| 8     | Dieter Gebhard          | FRG  | 13,94    |

Finale: 3. September
Wind: −0,5 m/s

### 400 m Hürden

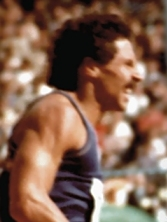
Harald Schmid errang seinen ersten von drei 400 m Hürden-Titeln

| Platz | Athlet             | Land | Zeit (s) |
| ----- | ------------------ | ---- | -------- |
| 1     | Harald Schmid      | FRG  | 48,51 CR |
| 2     | Dimitri Stukalow   | URS  | 49,72000 |
| 3     | Wassyl Archypenko  | URS  | 49,77000 |
| 4     | Franz Meier        | SUI  | 49,77000 |
| 5     | Harry Schulting    | NED  | 50,07000 |
| 6     | Jean-Claude Nallet | FRA  | 50,10000 |
| 7     | José Alonso        | ESP  | 50,19000 |
| 8     | Horia Toboc        | ROM  | 50,46000 |

Finale: 31. August

### 3000 m Hindernis

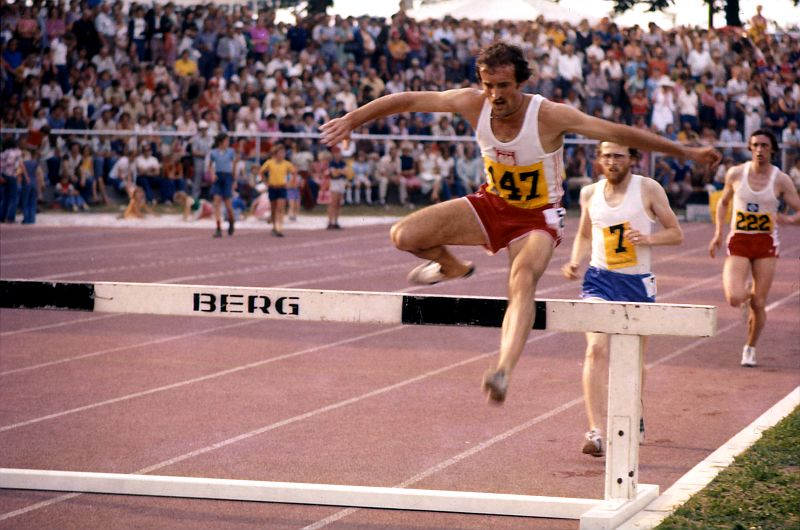
Bronislaw Malinowski wiederholte seinen Erfolg von 1974

| Platz | Athlet               | Land | Zeit (min) |
| ----- | -------------------- | ---- | ---------- |
| 1     | Bronisław Malinowski | POL  | 8:15,08    |
| 2     | Patriz Ilg           | FRG  | 8:16,92    |
| 3     | Ismo Toukonen        | FIN  | 8:18,29    |
| 4     | Michael Karst        | FRG  | 8:19,01    |
| 5     | Paul Copu            | ROM  | 8:20,41    |
| 6     | Vasile Bichea        | ROM  | 8:24,86    |
| 7     | František Bartoš     | TCH  | 8:38,00    |
| 8     | Manfred Schoeneberg  | FRG  | 8:40,10    |

Finale: 3. September

### 4 × 100 m Staffel

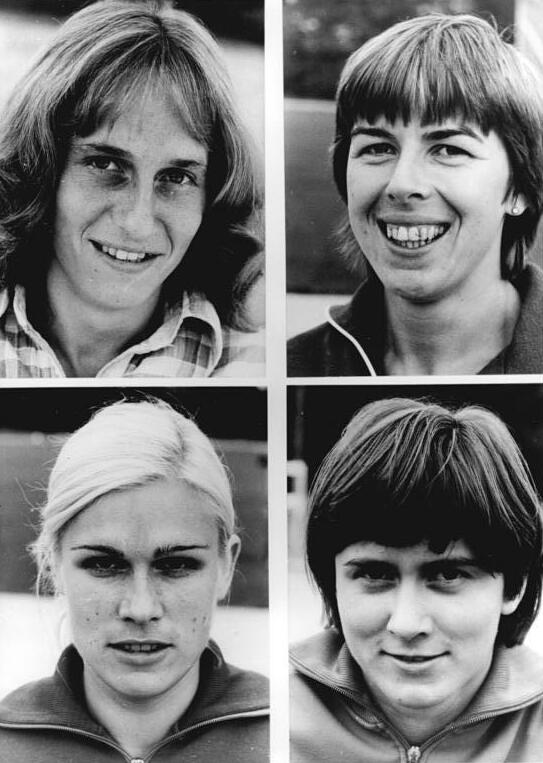
Die drittplatzierte DDR-Staffel (v. l. n. r.): Johanna Klier, Monika Hamann, Carla Bodendorf, Marlies Göhr

| Platz | Land           | Athleten                                                                   | Zeit (s) |
| ----- | -------------- | -------------------------------------------------------------------------- | -------- |
| 1     | Polen          | Zenon Nowosz Zenon Licznerski Leszek Dunecki Marian Woronin                | 38,58 CR |
| 2     | DDR            | Manfred Kokot Eugen Ray Olaf Prenzler Alexander Thieme                     | 38,78000 |
| 3     | UdSSR          | Sergeý Wladimirsew Nikolai Kolesnikow Alexandr Aksinin Wolodymyr Ihnatenko | 38,82000 |
| 4     | Frankreich     | Patrick Barré Pascal Barré Lucien Sainte-Rose Hermann Panzo                | 38,90000 |
| 5     | Italien        | Giovanni Grazioli Luciano Caravani Stefano Curini Pietro Mennea            | 39,11000 |
| 6     | Großbritannien | Trevor Hoyte Allan Wells Cameron Sharp Stephen Green                       | 39,49000 |
| 7     | Schweiz        | Franco Fähndrich Urs Gisler Peter Muster Hansjörg Ziegler                  | 39,56000 |
| 8     | Belgien        | Ronald Desruelles Hans van den Daele Danny Roelandt Lambert Micha          | 39,73000 |

Finale: 3. September

### 4 × 400 m Staffel
| Platz | Land             | Athleten                                                           | Zeit (min) |
| ----- | ---------------- | ------------------------------------------------------------------ | ---------- |
| 1     | BR Deutschland   | Martin Weppler Franz-Peter Hofmeister Bernd Herrmann Harald Schmid | 3:02,03 CR |
| 2     | Polen            | Jerzy Włodarczyk Zbigniew Jaremski Cezary Łapiński Ryszard Podlas  | 3:03,62000 |
| 3     | Tschechoslowakei | Josef Lomický František Břečka Miroslav Tulis Karel Kolář          | 3:03,99000 |
| 4     | Schweiz          | Rolf Strittmatter Peter Haas Konstantin Vogt Rolf Gisler           | 3:04,29    |
| 5     | DDR              | Frank Richter Gunter Arnold Andreas Busse Jürgen Pfennig           | 3:04,39000 |
| 6     | Frankreich       | Maurice Volmar Gerard Boutier Hector Llatser Francis Demarthon     | 3:05,63000 |
| 7     | Italien          | Roberto Tozzi Daniele Zanini Stefano Malinverni Pietro Mennea      | 3:06,70000 |
| 8     | Jugoslawien      | Rok Kopitar Dragan Životić Milovan Savić Željko Knapić             | 3:06,90000 |

Finale: 3. September

### 20 km Gehen
| Platz | Athlet               | Land | Zeit (h)      |
| ----- | -------------------- | ---- | ------------- |
| 1     | Roland Wieser        | GDR  | 1:23:11,5 WBL |
| 2     | Pjotr Potschintschuk | URS  | 1:23:43,00000 |
| 3     | Anatolij Solomin     | URS  | 1:24:11,50000 |
| 4     | Borys Jakowlew       | URS  | 1:24:27,90000 |
| 5     | José Marín           | ESP  | 1:24:38,10000 |
| 6     | Maurizio Damilano    | ITA  | 1:24:57,50000 |
| 7     | Hartwig Gauder       | GDR  | 1:25:15,70000 |
| 8     | Roberto Buccione     | ITA  | 1:25:40,90000 |

Datum: 30. August

### 50 km Gehen

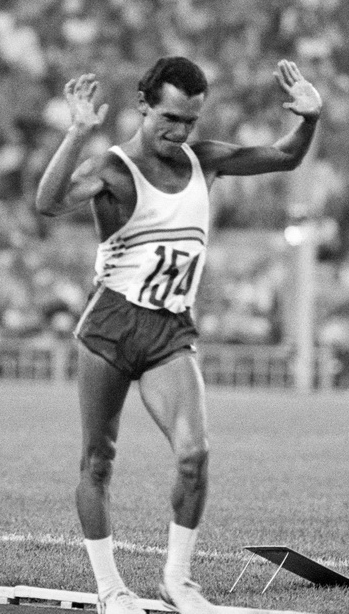
Titel für Jorge Llopart

| Platz | Athlet              | Land | Zeit (h)     |
| ----- | ------------------- | ---- | ------------ |
| 1     | Jorge Llopart       | ESP  | 3:53:29,9 CR |
| 2     | Weniamin Soldatenko | URS  | 3:55:12,1000 |
| 3     | Jan Ornoch          | POL  | 3:55:15,9000 |
| 4     | Otto Bartsch        | URS  | 3:53:27,7000 |
| 5     | Wiktor Dobrowski    | URS  | 3:57:26,7000 |
| 6     | Vittorio Visini     | ITA  | 3:57:42,8000 |
| 7     | Sandro Bellucci     | ITA  | 3:58:25,9000 |
| 8     | Olaf Pilarski       | GDR  | 4:00:03,8000 |

Datum: 2. September

### Hochsprung
| Platz | Athlet                 | Land | Höhe (m) |
| ----- | ---------------------- | ---- | -------- |
| 1     | Wladimir Jaschtschenko | URS  | 2,30 CR  |
| 2     | Aljaksandr Hryhorjeu   | URS  | 2,28000  |
| 3     | Rolf Beilschmidt       | GDR  | 2,28000  |
| 4     | Henry Lauterbach       | GDR  | 2,26000  |
| 5     | Carlo Thränhardt       | FRG  | 2,21000  |
| 6     | Jacek Wszoła           | POL  | 2,21000  |
| 7     | André Schneider        | FRG  | 2,21000  |
| 8     | Josef Hrabal           | TCH  | 2,18000  |

Finale: 2. September

### Stabhochsprung
| Platz | Athlet                | Land | Höhe (m) |
| ----- | --------------------- | ---- | -------- |
| 1     | Wladimir Trofimenko   | URS  | 5,55 CR  |
| 2     | Antti Kalliomäki      | FIN  | 5,50000  |
| 3     | Rauli Pudas           | FIN  | 5,45000  |
| 4     | Władysław Kozakiewicz | POL  | 5,45000  |
| 5     | Jewgeni Tananika      | URS  | 5,40000  |
| 6     | Philippe Houvion      | FRA  | 5,40000  |
| 7     | François Tracanelli   | FRA  | 5,30000  |
| 7     | Brian Hooper          | GBR  | 5,30000  |

Finale: 1. September

### Weitsprung
| Platz | Athlet              | Land | Weite (m) |
| ----- | ------------------- | ---- | --------- |
| 1     | Jacques Rousseau    | FRA  | 8,18 CR   |
| 2     | Nenad Stekić        | YUG  | 8,12000   |
| 3     | Wladimir Zepeljow   | URS  | 8,01000   |
| 4     | Grzegorz Cybulski   | POL  | 7,96000   |
| 5     | Jochen Verschl      | FRG  | 7,89000   |
| 6     | Walerij Pidluschnyj | URS  | 7,89000   |
| 7     | Roy Mitchell        | GBR  | 7,88000   |
| 8     | Åke Fransson        | SWE  | 7,65 w0   |

Finale: 2. September

### Dreisprung
| Platz | Athlet               | Land | Weite (m) |
| ----- | -------------------- | ---- | --------- |
| 1     | Miloš Sreiović       | YUG  | 16,94     |
| 2     | Wiktor Sanejew       | URS  | 16,93     |
| 3     | Anatoli Piskulin     | URS  | 16,87     |
| 4     | Bernard Lamitié      | FRA  | 16,87     |
| 5     | Henads Waljukewitsch | URS  | 16,64     |
| 6     | Keith Connor         | GBR  | 16,64     |
| 7     | Milan Spasojevic     | YUG  | 16,62     |
| 8     | Aston Moore          | GBR  | 16,55     |

Finale: 3. September

### Kugelstoßen
| Platz | Athlet                 | Land | Weite (m) |
| ----- | ---------------------- | ---- | --------- |
| 1     | Udo Beyer              | GDR  | 21,08 CRe |
| 2     | Alexander Baryschnikow | URS  | 20,680000 |
| 3     | Wolfgang Schmidt       | DDR  | 20,300000 |
| 4     | Reijo Ståhlberg        | FIN  | 20,170000 |
| 5     | Anatolij Jarosch       | URS  | 20,030000 |
| 6     | Jaromír Vlk            | TCH  | 19,530000 |
| 7     | Hreinn Halldórsson     | ISL  | 19,340000 |
| 8     | Jaroslav Brabec        | TCH  | 19,270000 |

Finale: 1. September

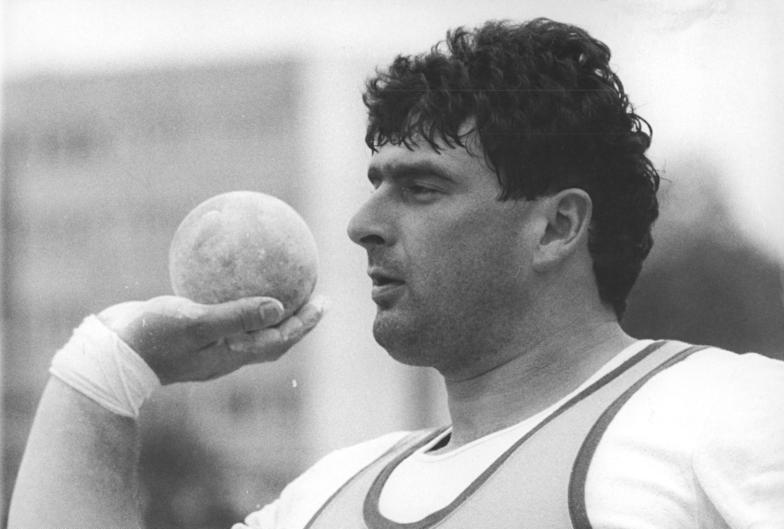
Udo Beyer übertraf als einziger Wettbewerber die 21-Meter-Marke

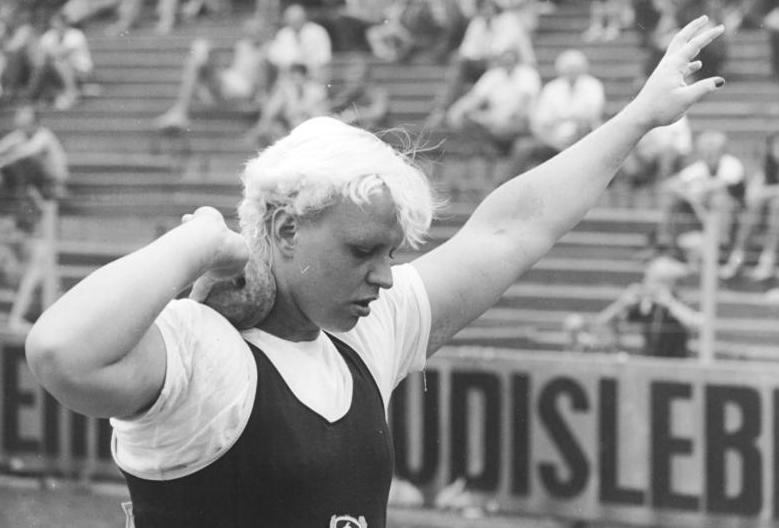
Ilona Slupianek gewann mit mehr als einem halben Meter Vorsprung – im Vorjahr hatte es allerdings eine positive Dopingprobe für sie gegeben

In diesem Wettbewerb gab es einen Dopingfall. Der sowjetische Kugelstoßer Jewgeni Mironow, der ursprünglich Rang zwei belegt hatte, wurde wegen Verstoßes gegen die Dopingbestimmungen nachträglich disqualifiziert. Die im Finale zunächst hinter ihm platzierten Athleten rückten um jeweils einen Rang nach vorne.

### Diskuswurf

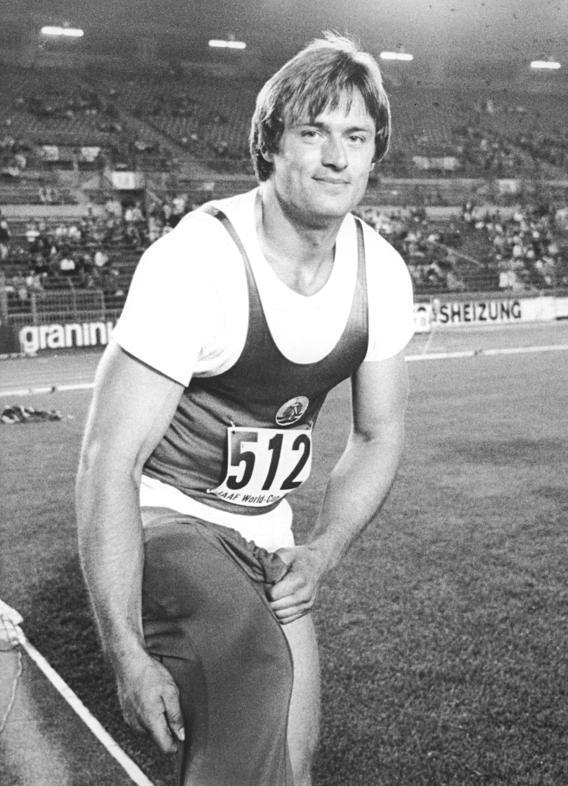
Wolfgang Schmidt – Europameister, bevor er im politischen System der DDR in Ungnade fiel

| Platz | Athlet              | Land | Weite (m) |
| ----- | ------------------- | ---- | --------- |
| 1     | Wolfgang Schmidt    | GDR  | 66,82 CR  |
| 2     | Markku Tuokko       | FIN  | 64,90000  |
| 3     | Imrich Bugár        | TCH  | 64,66000  |
| 4     | Welko Welew         | BUL  | 64,56000  |
| 5     | Knut Hjeltnes       | NOR  | 63,76000  |
| 6     | Alwin Wagner        | FRG  | 62,70000  |
| 7     | Dmytro Kowzun       | URS  | 61,84000  |
| 8     | Wolfgang Warnemünde | GDR  | 61,28000  |

Finale: 3. September

### Hammerwurf
| Platz | Athlet             | Land | Weite (m) |
| ----- | ------------------ | ---- | --------- |
| 1     | Jurij Sjedych      | URS  | 77,28 CR  |
| 2     | Roland Steuk       | GDR  | 77,24000  |
| 3     | Karl-Hans Riehm    | FRG  | 77,02000  |
| 4     | Detlef Gerstenberg | GDR  | 76,70000  |
| 5     | Manfred Hüning     | FRG  | 76,46000  |
| 6     | Boris Saitschuk    | URS  | 75,62000  |
| 7     | Edoardo Podberscek | ITA  | 73,02000  |
| 8     | Giampaolo Urlando  | ITA  | 72,62000  |

Finale: 2. September

### Speerwurf

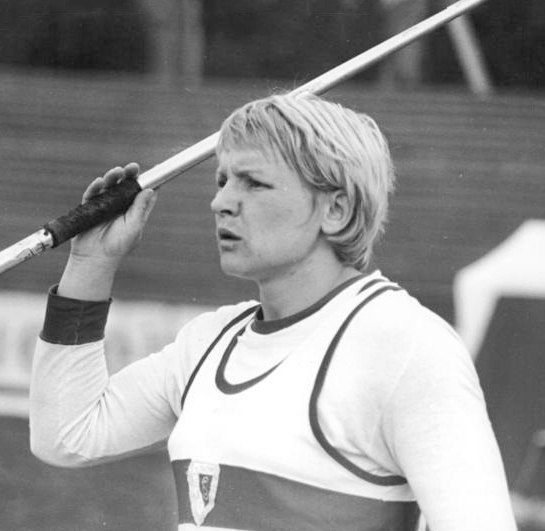
Ruth Fuchs verteidigte ihren Titel mit Europarekord

| Platz | Athlet           | Land | Weite (m) |
| ----- | ---------------- | ---- | --------- |
| 1     | Michael Wessing  | FRG  | 89,12     |
| 2     | Nikolai Grebnew  | URS  | 87,82     |
| 3     | Wolfgang Hanisch | GDR  | 87,66     |
| 4     | Detlef Michel    | GDR  | 85,46     |
| 5     | Helmut Schreiber | FRG  | 83,58     |
| 6     | Miklós Németh    | HUN  | 83,58     |
| 7     | Piotr Bielczyk   | POL  | 81,80     |
| 8     | Terje Thorslund  | NOR  | 80,42     |

Finale: 30. August
In diesem Wettbewerb gab es einen Dopingfall. Der sowjetische Werfer Wassyl Jerschow, der ursprünglich Rang fünf belegt hatte, wurde wegen Verstoßes gegen die Dopingbestimmungen nachträglich disqualifiziert und für achtzehn Monate gesperrt. Die im Finale zunächst hinter ihm platzierten Athleten rückten um jeweils einen Rang nach vorne.

### Zehnkampf
| Platz | Athlet              | Land | Punkte offiz. Wert. | Punkte 85er Wert. |
| 1     | Alexander Grebenjuk | URS  | 8340 CR             | 8337              |
| 2     | Daley Thompson      | GBR  | 8289000             | 8257              |
| 3     | Siegfried Stark     | GDR  | 8208000             | 8224              |
| 4     | Sepp Zeilbauer      | AUT  | 7988000             | 7969              |
| 5     | Juri Kuzenko        | URS  | 7978000             | 7918              |
| 6     | Roger Kanerva       | FIN  | 7945000             | 7923              |
| 7     | Johannes Lahti      | FIN  | 7913000             | 7875              |
| 8     | Rainer Pottel       | GDR  | 7900000             | 7883              |

Datum: 30./31. August
Gewertet wurde nach der Punktetabelle von 1964.

Zur Orientierung und Einordnung der Leistungen sind zum Vergleich die nach heutigem Wertungssystem von 1985 erreichten Punktzahlen mitaufgeführt. Danach hätten der siebtplatzierte Johannes Lahti und der achtplatzierte Rainer Pottel ihre Ränge tauschen müssen. Auch auf den Plätzen siebzehn – Armin Tschenett – und achtzehn – Christer Lythell – wäre die Reihenfolge umgekehrt gewesen. Aber diese Vergleiche sind nur Anhaltswerte, denn als Grundlage müssen die jeweils unterschiedlichen Maßstäbe der Zeit gelten.

## Resultate Frauen

### 100 m
| Platz | Athletin              | Land | Zeit (s) |
| ----- | --------------------- | ---- | -------- |
| 1     | Marlies Göhr          | GDR  | 11,13 CR |
| 2     | Linda Haglund         | SWE  | 11,29000 |
| 3     | Ljudmila Maslakowa    | URS  | 11,31000 |
| 4     | Monika Hamann         | GDR  | 11,33000 |
| 5     | Ljudmila Storoschkowa | URS  | 11,33000 |
| 6     | Ljudmila Kondratjewa  | URS  | 11,38000 |
| 7     | Chantal Réga          | FRA  | 11,49000 |
| 8     | Sonia Lannaman        | GBR  | 11,67000 |

Finale: 30. August
Wind: ±0,0 m/s

### 200 m
| Platz | Athletin             | Land | Zeit (s) |
| ----- | -------------------- | ---- | -------- |
| 1     | Ljudmila Kondratjewa | URS  | 22,52    |
| 2     | Marlies Göhr         | GDR  | 22,53    |
| 3     | Carla Bodendorf      | GDR  | 22,64    |
| 4     | Monika Hamann        | GDR  | 22,76    |
| 5     | Chantal Réga         | FRA  | 22,77    |
| 6     | Ljudmila Maslakowa   | URS  | 22,89    |
| 7     | Linda Haglund        | SWE  | 23,07    |
| 8     | Liljana Iwanowa      | BUL  | 23,23    |

Finale: 1. September
Wind: −0,2 m/s

### 400 m
| Platz | Athletin             | Land | Zeit (s) |
| ----- | -------------------- | ---- | -------- |
| 1     | Marita Koch          | GDR  | 48,94 WR |
| 2     | Christina Brehmer    | GDR  | 50,38000 |
| 3     | Irena Szewińska      | POL  | 50,40000 |
| 4     | Marija Kultschunowa  | URS  | 51,25000 |
| 5     | Christiane Marquardt | GDR  | 51,99000 |
| 6     | Donna Hartley        | GBR  | 52,31000 |
| 7     | Pirjo Häggman        | FIN  | 52,64000 |
| 8     | Verona Elder         | GBR  | 52,73000 |

Finale: 31. August

### 800 m
| Platz | Athletin             | Land | Zeit (min)    |
| ----- | -------------------- | ---- | ------------- |
| 1     | Tatjana Prowidochina | URS  | 1:55,80 CR000 |
| 2     | Nadeschda Muschta    | URS  | 1:55,82000000 |
| 3     | Soja Rigel           | URS  | 1:56,57000000 |
| 4     | Totka Petrowa        | BUL  | 1:56,59000000 |
| 5     | Hildegard Ullrich    | GDR  | 1:57,45 NU23R |
| 6     | Anita Weiß           | GDR  | 1:57,71000000 |
| 7     | Ulrike Bruns         | GDR  | 1:58,62000000 |
| 8     | Fița Lovin           | ROM  | 1:58,82000000 |

Finale: 31. August

### 1500 m
| Platz | Athletin           | Land | Zeit (min)    |
| ----- | ------------------ | ---- | ------------- |
| 1     | Giana Romanowa     | URS  | 3:59,77 CR000 |
| 2     | Natalia Mărășescu  | ROM  | 3:59,80000000 |
| 3     | Totka Petrowa      | BUL  | 4:00,15 NU23R |
| 4     | Walentina Iljinych | URS  | 4:00,18000000 |
| 5     | Grete Waitz        | NOR  | 4:00,55 NR000 |
| 6     | Gabriella Dorio    | ITA  | 4:01,25 NU23R |
| 7     | Ulrike Bruns       | GDR  | 4:02,20000000 |
| 8     | Cornelia Bürki     | SUI  | 4:04,60000000 |

Finale: 3. September

### 3000 m
| Platz | Athletin           | Land | Zeit (min) |
| ----- | ------------------ | ---- | ---------- |
| 1     | Swetlana Ulmassowa | URS  | 8:33,16 CR |
| 2     | Natalia Mărășescu  | ROM  | 8:33,53000 |
| 3     | Grete Waitz        | NOR  | 8:34,33000 |
| 4     | Maricica Puică     | ROM  | 8:40,94000 |
| 5     | Giana Romanowa     | URS  | 8:45,74000 |
| 6     | Cornelia Bürki     | SUI  | 8:46,13000 |
| 7     | Raissa Belousowa   | URS  | 8:48,73000 |
| 8     | Paula Fudge        | GBR  | 8:48,74000 |

Datum: 29. August

### 100 m Hürden
| Platz | Athlet             | Land | Zeit (s) |
| ----- | ------------------ | ---- | -------- |
| 1     | Johanna Klier      | GDR  | 12,62    |
| 2     | Tatjana Anissimowa | URS  | 12,67    |
| 3     | Gudrun Berend      | GDR  | 12,73    |
| 4     | Nina Morgulina     | URS  | 12,86    |
| 5     | Lucyna Langer      | POL  | 12,98    |
| 6     | Annerose Fiedler   | GDR  | 13,09    |
| 7     | Elzbieta Rabsztyn  | POL  | 13,17    |
| DSQ   | Grażyna Rabsztyn   | POL  |          |

Finale: 2. September
Wind: +0,6 m/s

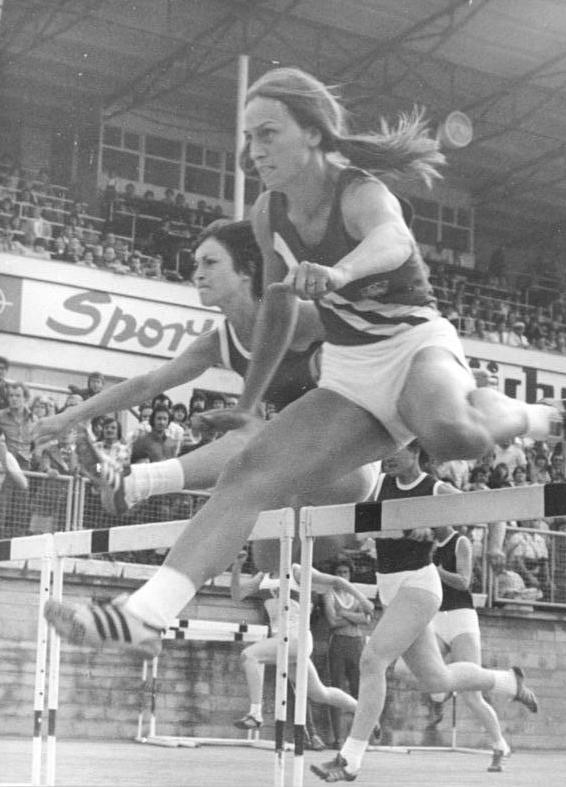
Johanna Klier setzte sich knapp durch

Die polnische Weltrekordlerin Grażyna Rabsztyn, die im Finale nicht das Ziel erreichte, hatte den bestehenden EM-Rekord im Halbfinale am 31. August um sechs Hundertstelsekunden auf 12,60 s verbessert.

### 400 m Hürden
| Platz | Athlet              | Land | Zeit (s) |
| ----- | ------------------- | ---- | -------- |
| 1     | Tatjana Selenzowa   | URS  | 54,89 WR |
| 2     | Silvia Hollmann     | FRG  | 55,14 DR |
| 3     | Karin Roßley        | GDR  | 55,36000 |
| 4     | Brigitte Köhn       | GDR  | 55,46000 |
| 5     | Krystyna Kacperczyk | POL  | 55,55000 |
| 6     | Anita Weiß          | GDR  | 55,63000 |
| 7     | Ingrīda Barkāne     | URS  | 55,96000 |
| 8     | Genowefa Błaszak    | POL  | 57,72000 |

Finale: 2. September

### 4 × 100 m Staffel
| Platz | Land           | Athletinnen                                                                   | Zeit (s) |
| ----- | -------------- | ----------------------------------------------------------------------------- | -------- |
| 1     | UdSSR          | Wera Anissimowa Ljudmila Maslakowa Ljudmila Kondratjewa Ljudmila Storoschkowa | 42,54    |
| 2     | Großbritannien | Beverley Goddard Kathy Smallwood Sharon Colyear Sonia Lannaman                | 42,72    |
| 3     | DDR            | Johanna Klier Monika Hamann Carla Bodendorf Marlies Göhr                      | 43,07    |
| 4     | Bulgarien      | Sofka Popowa Liljana Iwankowa Zdrawka Schipokliewa Iwanka Walkowa             | 43,47    |
| 5     | Polen          | Grażyna Rabsztyn Zofia Bielczyk Jolanta Stalmach Irena Szewińska              | 43,83    |
| 6     | BR Deutschland | Elvira Possekel Dagmar Schenten Claudia Steger Petra Sharp                    | 44,34    |
| 7     | Schweden       | Linda Haglund Helena Pihl Jeanette Rangeby Lena Möller                        | 44,37    |
| DNF   | Frankreich     | Véronique Grandrieux Annie Alize Chantal Réga Raymonde Naigre                 |          |

Finale: 3. September

### 4 × 400 m Staffel
| Platz | Land             | Athletinnen                                                                      | Zeit (min) |
| ----- | ---------------- | -------------------------------------------------------------------------------- | ---------- |
| 1     | DDR              | Christiane Marquardt Barbara Krug Christina Brehmer Marita Koch                  | 3:21,20 CR |
| 2     | UdSSR            | Tetjana Prorotschenko Nadeschda Muschta Tatjana Prowidochina Marija Kultschunowa | 3:22,53000 |
| 3     | Polen            | Małgorzata Gajewska Krystyna Kacperczyk Genowefa Błaszak Irena Szewińska         | 3:26,76000 |
| 4     | Großbritannien   | Karen Williams Joslyn Hoyte Verona Elder Donna Hartley                           | 3:27,17000 |
| 5     | BR Deutschland   | Elke Decker Elke Barth Gaby Bußmann Silvia Hollmann                              | 3:27,96000 |
| 6     | Tschechoslowakei | Jarmila Kratochvílová Jindriska Kubeckova Eva Rakova Jozefína Čerchlanová        | 3:30,40000 |
| 7     | Rumänien         | Maria Samungi Doina Badescu Marianna Suman Eleonora Tarita                       | 3:30,70000 |
| 8     | Ungarn           | Eva Mohacsi Rozalia Halmosi Irén Orosz-Árva Ilona Pal                            | 3:32,20000 |

Finale: 3. September

### Hochsprung
| Platz | Athletin            | Land | Höhe (m) |
| ----- | ------------------- | ---- | -------- |
| 1     | Sara Simeoni        | ITA  | 2,01 WRe |
| 2     | Rosemarie Ackermann | GDR  | 1,990000 |
| 3     | Brigitte Holzapfel  | FRG  | 1,95 BRe |
| 4     | Jutta Kirst         | GDR  | 1,930000 |
| 5     | Ulrike Meyfarth     | FRG  | 1,910000 |
| 6     | Andrea Mátay        | HUN  | 1,850000 |
| 7     | Snežana Hrepevnik   | YUG  | 1,850000 |
| 8     | Urszula Kielan      | POL  | 1,850000 |

Finale: 31. August

### Weitsprung
| Platz | Athletin           | Land | Weite (m) |
| ----- | ------------------ | ---- | --------- |
| 1     | Vilma Bardauskienė | URS  | 6,88      |
| 2     | Angela Voigt       | GDR  | 6,79      |
| 3     | Jarmila Nygrýnová  | TCH  | 6,69      |
| 4     | Brigitte Wujak     | GDR  | 6,60      |
| 5     | Gina Panait        | ROM  | 6,52      |
| 6     | Sue Reeve          | GBR  | 6,48      |
| 7     | Karin Hänel        | FRG  | 6,48      |
| 8     | Heidemarie Wycisk  | GDR  | 6,44      |

Finale: 30. August
In der Qualifikation hatte Vilma Bardauskienė mit 7,09 m einen neuen Weltrekord aufgestellt.

### Kugelstoßen
| Platz | Athletin                | Land | Weite (m) |
| ----- | ----------------------- | ---- | --------- |
| 1     | Ilona Slupianek         | GDR  | 21,41 CR  |
| 2     | Helena Fibingerová      | TCH  | 20,86000  |
| 3     | Margitta Droese         | GDR  | 20,58000  |
| 4     | Swetlana Kratschewskaja | URS  | 20,13000  |
| 5     | Eva Wilms               | FRG  | 19,20000  |
| 6     | Iwanka Petrowa          | BUL  | 18,85000  |
| 7     | Swetlana Melnikowa      | URS  | 18,63000  |
| 8     | Mihaela Loghin          | ROU  | 17,35000  |

Finale: 30. August
In diesem Wettbewerb gab es einen Dopingfall. Die bulgarische Athletin Elena Stojanowa, die ursprünglich Rang fünf belegt hatte, wurde wegen Verstoßes gegen die Dopingbestimmungen nachträglich disqualifiziert und für achtzehn Monate gesperrt. Die im Finale zunächst hinter ihr platzierten Athletinnen rückten um jeweils einen Rang nach vorne.

### Diskuswurf
| Platz | Athletin             | Land | Weite (m) |
| ----- | -------------------- | ---- | --------- |
| 1     | Evelin Jahl          | GDR  | 66,98     |
| 2     | Margitta Droese      | GDR  | 64,04     |
| 3     | Natalja Gorbatschowa | URS  | 63,58     |
| 4     | Sabine Engel         | GDR  | 63,46     |
| 5     | Faina Welewa         | URS  | 62,30     |
| 6     | Swetla Boschkowa     | BUL  | 61,94     |
| 7     | Ljudmila Issajewa    | URS  | 61,56     |
| 8     | Jitka Prouzová       | TCH  | 59,90     |

Finale: 31. August

### Speerwurf
| Platz | Athletin            | Land | Weite (m) |
| ----- | ------------------- | ---- | --------- |
| 1     | Ruth Fuchs          | GDR  | 69,16 ER  |
| 2     | Tessa Sanderson     | GBR  | 62,40000  |
| 3     | Ute Hommola         | GDR  | 62,32000  |
| 4     | Ute Richter         | GDR  | 62,04000  |
| 5     | Éva Ráduly-Zörgő    | ROM  | 61,14000  |
| 6     | Eva Helmschmidt     | FRG  | 60,96000  |
| 7     | Ingrid Thyssen      | FRG  | 60,18000  |
| 8     | Bernadette Blechacz | POL  | 60,14000  |

Finale: 1. September

### Fünfkampf
| Platz | Athletin            | Land | Punkte offiz. Wert. | Punkte 85er Wert. |
| 1     | Margit Papp         | HUN  | 4655 CR             | 4694              |
| 2     | Burglinde Pollak    | GDR  | 4600000             | 4614              |
| 3     | Kristine Nitzsche   | GDR  | 4599000             | 4648              |
| 4     | Beatrix Philipp     | FRG  | 4554000             | 4582              |
| 5     | Jekaterina Smirnowa | URS  | 4534000             | 4545              |
| 6     | Ramona Neubert      | GDR  | 4380000             | 4381              |
| 7     | Ina Losch           | FRG  | 4319000             | 4302              |
| 8     | Florence Picaut     | FRA  | 4307000             | 4281              |

Datum: 2. September
Gewertet wurde nach der Punktetabelle von 1977, in welcher der Disziplinwechsel dieses Wettbewerbs berücksichtigt wurde – 800-Meter-Lauf anstelle des 200-Meter-Laufs als abschließende Übung. Damit waren die erzielten Resultate früherer Fünfkampfe nicht mehr vergleichbar mit den Ergebnissen des Wettkampfs in der jetzigen Form.
Unter Anwendung des heute für den Siebenkampf gültigen Wertungssystems – Punkte in der Tabelle unten zum Vergleich mit aufgelistet – müssten die Silber- und Bronzemedaille getauscht werden. Aber diese Vergleiche sind nur Anhaltswerte, denn als Grundlage müssen die jeweils unterschiedlichen Maßstäbe der Zeit gelten.
Der Fünfkampf war gleich von zwei Dopingfällen betroffen:
- Ursprünglich hatte die sowjetische Athletin Nadija Tkatschenko mit 4744 Punkten vorne gelegen. Der Titel wurde ihr jedoch nachträglich wegen Dopingvergehens aberkannt.[6]
- Jekaterina Gordijenko, ebenfalls aus der UdSSR, zunächst Fünfte, wurde wegen Verstoßes gegen die Dopingbestimmungen nachträglich disqualifiziert.[7]

Die im Finale zunächst hinter den beiden Dopingsünderinnen platzierten Athletinnen rückten um jeweils einen Rang nach vorne.